# Драгутин Величковић
Драгутин П. Величковић (Александровац, 22. април 1934 — Београд, 7. јул 2015) био је српски биохемичар и ензимолог, ректор Београдског универзитета у периоду 1993 — 1997. године.

## Биографија
У Александровцу Жупском је завршио основну, а у Неготину средњу школу. Дипломирао је на Природно-математичком факултету 1960, а на Пољопривредном факултету у Београду 1961, када је изабран за асистента у Институту за примену нуклеарне енергије. За асистента на предмету Биохемија на истом факултету изабран је 1963. Магистрирао је на Природно-математичком факултету 1965. године. Докторирао је на Пољопривредном факултету 1971. и изабран је за доцента.
Специјализацију у области биљне биохемије, завршио је 1976. на Универзитет у Гетингену (Немачка). За ванредног професора за предмет Биохемија на Пољопривредном факултету изабран је 1978, а за редовног професора 1984. На студијском боравку у САД у Пиорији (Илиноис) боравио је 1988. године. Наставу из предмета Биохемија на Природно-математичком факултету Универзитета у Крагујевцу изводио је школске 1989/90. и 1990/91. На последипломским студијама изводио је наставу из предмета Инструменталне методе анализа, Биохемија и Ензимологија. Био је шеф Катедре за биохемију, продекан од 1979. до 1981, а потом декан Пољопривредног факултета (пет мандата). Пензионисан је 2000. године.
Био је директор Института за прехрамбену технологију и биохемију као и члан Просветног савета СРС и РС у два мандата, председник Одбора за природне и техничко-технолошке науке Југословенске комисије за Унеско и члан више стручних и научних организација као што су: Југословенско друштво за биохемију, Српско хемијско друштво и др.
Објавио је преко осамдесет научних радова из области биохемије. Био је уредник југословенског часописа Архив за пољопривредне науке и часописа Review of Research Work at the Faculty of Agriculture Belgrade, а сарађивао је у иностраним научним и стручним монографијама, зборницима и часописима.

## Студентски протест 1996—1997
Драгутин Величковић дошао је на место ректора Београдског Универзитета након смене Рајка Врачара, који је смењен након што је подржао протесте 1991. и студентске протесте 1992. године.
Четвртог дана студентског протеста 25. новембра 1996. саопштени су захтеви да се Величковић, у том тренутку ректор Београдског Универзитета, и Наставно-научно веће Универзитета одреде према протесту, као и тадашњи председник Републике Србије Слободан Милошевић у обраћању нацији.
28. новембра Величковић изјављује да студентски протест представља еклатантан пример увођења дневне политике на Универзитет и даје коментар "Нажалост, један мањи број студената подлегао је овим провокацијама, изманипулисан је и изведен на улице". Следећег дана, студенти излазе са захтевом за смену ректора, као и студента-проректора Војина Ђурђевића.
На првом гласању о смени ректора 15. јануара 1997. у оквиру јавног гласања је Величковићу изгласано неповерење, а затим је на тајном гласању изгласано да остаје ректор Београдског Универзитета. Ово је изазвало велико незадовољство учесника протеста.
Драгутин Величковић дао је оставку 7. марта 1997. на 106. дан протеста. За вршиоца дужности именовао је Томислава Драговића, такође блиског властима. Убрзо је на то место дошао Будислав Татић, а 19. марта су потврђене оставке Величковића и студента-проректора Ђурђевића на састанку Савета Београдског Универзитета. Студенти су прославили 119. дан протеста и победнички прошетали центром Београда. На место в.д. ректора дошао је Драган Кубуровић, који је затим у октобру изабран на место ректора као компромисни кандидат с обзиром на то да је противкандидат Марија Богдановић активније подржавала протесте претходне године.

## Дела
- Експериментална биохемија (у сарадњи са Миломиром Џамићем и Мирјаном Пешић), 1966
- Биохемија, уџбеник за средње образовање, пољопривредне и прехрамбене струке, 1992. (више издања, последње 2003)
- Инструменталне методе анализа, за студенте последипломских студија, 1993
- Основи биохемије, уџбеник за студенте биотехничких факултета, 1998. (више издања, последње 2003)